# Грамматика любви
«Грамма́тика любви́» — советский телевизионный фильм режиссёра Льва Цуцульковского, снятый в 1988 году.
Фильм-спектакль по рассказам Ивана Бунина «Таня», «В Париже», «Грамматика любви», «Холодная осень» из цикла «Тёмные аллеи».

## Сюжет
Уже немолодой историк и писатель, вынужденный покинуть Родину после революции, знакомится с Ольгой, эмигранткой из России, которая работает в русской столовой в Париже. Тоска по покинутой родине роднит их. Они делятся своими воспоминаниями — единственным и самым дорогим, что им осталось. Он рассказывает ей историю своей любви. Она — о своём женихе, который погиб на фронте в 1914 году. Он — о невесте, с которой его разлучил февраль 1917 года.

## В ролях
- Геннадий Коротков — историк
- Анна Исайкина — Ольга Александровна
- Ирина Жалыбина — Таня
- Андрей Смоляков — Александр
- Василий Мищенко — сын Хвощинского

## Съёмочная группа
- Режиссёр: Лев Цуцульковский
- Оператор: Игорь Наумов
- Художник: Николай Субботин
- Музыка: Владимир Фёдоров
- Звукооператор: Наталья Соломоник